# Stadion Awanhard w Dokuczajewsku
Stadion Awanhard (ukr. Стадіон «Авангард») – wielofunkcyjny stadion w Dokuczajewsku, w obwodzie donieckim na Ukrainie. Domowa arena klubu Dołomit Dokuczajewsk.
Stadion "Awanhard" w Dokuczajewsku został zbudowany w 1955 roku i prezentował miejscowy Zakład Topnikowo-Dołomitowy (ukr Докучаєвський флюсо-доломітний комбінат). Mógł pomieścić 3000 widzów. W 1986 rekonstruowany. Stadion zapisał się do historii tym, że 17 marca 1998 roku na stadionie rozegrała swój mecz domowy piłkarska drużyna Metałurh Donieck z Szachtarem Donieck. Mecz 16 kolejki Wyższej Ligi Ukrainy zobaczyło 4 tys. widzów.